# تحكم حراري (إلكترونيات)

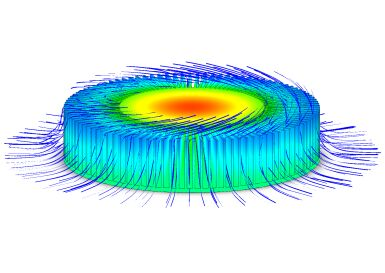

تولّد الأجهزة الإلكترونية والدارات الإلكترونية حرارة فائضة وتتطلب بالتالي تحكمًا حراريًّا لتحسين موثوقيتها ومنع العطب المبكر. يساوي مقدار خرج الحرارة دخلَ الاستطاعة (القدرة) عند عدم وجود تفاعلات طاقية أخرى. هناك عدة تقنيات للتبريد بينها أشكال متعددة من المصارف الحرارية، والمبردات الكهرحرارية، وأنظمة الهواء القسري والمراوح القسرية، وأنابيب الحرارة، وأشكال أخرى. في حالات درجات حرارة الوسط المحيط شديدة الانخفاض، قد يكون من الضروري تسخين العناصر الإلكترونية لتحقيق الأداء المطلوب.

## لمحة عامة

### المقاومة الحرارية للأجهزة
يعبر عنها عادةً بأخذ المقاومة الحرارية من وصلة الترانزستور إلى غلاف الجهاز نصف الناقل. الواحدات المستخدمة هي °C/W. على سبيل المثال، يصبح مصرف حراري له قيمة مقاومة حرارية °C/W أسخن بمقدار 10 درجات مئوية من الهواء المحيط به عند تصريفه حرارةً مقدارها 1 واط. وبالتالي، يكون مصرف حراري له قيمة °C/W متدنية أكثر فعالية من مصرف حراري له قيمة °C/W مرتفعة. إذا وجد جهازان نصف ناقلين معًا ضمن نفس الغلاف، يشير تدني «المقاومة من وصلة الترانزستور إلى الوسط المحيط» (RθJ-C) إلى جهاز ذي أداء أفضل. ولكن، عند مقارنة جهازين ذوي تغليف دون قوالب لهما مقاومتان حراريتان مختلفتان (مثلًا DirectFET MT وwirebond 5x6mm PQFN)، فقد لا تتعلق قيمتا مقاومتهما من الوصلة إلى المحيط أو من الوصلة إلى الغلاف مباشرةً بفعاليتيهما المقارنتين. قد يكون لأغلفة أنصاف النواقل المختلفة توضّعات قوالب مختلفة، نحاس مختلف (أو معدن آخر) يحيط بالقالب، وآلية تثبيت مختلفة على القالب، وسماكة صب مختلفة، وكل ذلك قد يؤدي إلى قيم مقاومة وصلة إلى غلاف أو مقاومة وصلة إلى المحيط شديدة الاختلاف، ويمكن له بالتالي أن يجعل فيم الفعالية الكلية مبهمةً.

### ثوابت الزمن الحرارية
يمكن اعتبار الكتلة الحرارية لمصرف مكثفًا سعويًّا (يخزن الحرارة بدل الشحنة الكهربائية) واعتبار المقاومة الحرارية مقاومةً كهربائية (تقيس سرعة تصريف الحرارة المخزنة)، يشكل هذان العنصران معًا دارة مقاومة/ مكثف حرارية لها ثوابت زمنية مرفقة تعطى بجداء المقاومة بالسعة. يمكن استخدام هذه الكمية لحساب قدرة التصريف الحراري الديناميكي لجهاز ما، بطريقة تحاكي الحالة الكهربائية.

### مادة الواجهة التبادلية الحرارية
تستخدَم مادة واجهة تبادلية حرارية أو معجونة حرارية لملء الفراغات بين أسطح انتقال الحرارة، مثلًا بين المعالجات الصغرية والمصارف الحرارية؛ لزيادة فعالية الانتقال الحراري. يكون لهذه المادة قيمة موصلية حرارية أعلى باتجاه محور الصادات منها في اتجاه المستوي س ع.

## التطبيقات

### الحواسيب الشخصية
بسبب التطورات التكنولوجية الحديثة والاهتمام الزائد من الرأي العام، وصل سوق بيع مصارف الحرارة بالتجزئة إلى مبيعات غير مسبوقة. في بداية الألفينيات، كانت تنتَج وحدات معالجة مركزية تبعث حرارة أكثر فأكثر من سابقاتها، مصعدةً متطلبات أنظمة التبريد عالية الجودة.
دائمًا ما تعني زيادة سرعة المعالج زيادة الحاجة إلى التبريد، وتشكّل الرقاقات الأسخن بطبيعتها مزيدًا من أسباب القلق للمتحمسين. تُعد المصارف الحرارية الفعالة ضرورة حيوية لأنظمة الحواسيب زائدة سرعة المعالجة؛ لأنه كلما ارتفع معدل تبريد معالج صغري، زادت السرعة التي يستطيع الحاسوب العمل بها دون حدوث حالات عدم استقرار، بشكل عام، تؤدي سرعة التشغيل إلى أداء أعلى. تتنافس العديد من الشركات اليوم على توفير أفضل مصارف حرارية للمتحمسين لزيادة سرعة معالجة الحواسيب الشخصية. من أبرز المصنعين للمصارف الحرارية بعد الشراء: إيرو كول، فوكسكون، ثيرمالرايت، ثيرمالتيك، سويفتك، زالمان.[بحاجة لمصدر]

### لحام القصدير
تستخدم مصارف حرارية مؤقتة أحيانًا أثناء لحام ألواح الدارات، لمنع الحرارة الفائضة من إلحاق الضرر بالإلكترونيات الحساسة القريبة من مكان اللحام. في أبسط الحالات، يعني هذا تثبيت العنصر بملقط معدني ثقيل أو أداة تثبيت مشابهة. يمكن لأجهزة أنصاف النواقل الحديثة -المصممة لتجميعها بطريقة لحام القصدير بإعادة الإسالة- أن تتحمل عادةً درجات حرارة اللحام بالقصدير دون حدوث ضرر. من جهة أخرى، يمكن للعناصر الكهربائية كقواطع التحريض المغناطيسي أن تعطَب إذا تعرضت لكاويات لحام قصدير عالية الاستطاعة. وبالتالي لا تزال هذه الطريقة مستخدمة بكثرة.

### البطاريات
في البطارية المستخدمة للمركبات الكهربائية، يحدد أداء البطارية الاسمي عادةً للعمل عند درجات حرارة في المجال من 20 إلى 30 درجة مئوية، ولكنّ الأداء الفعلي قد ينحرف بشدة عن هذا المجال إذا عملت البطارية عند درجات حرارة أعلى أو -وخاصةً- درجات حرارة أدنى؛ لذا تمتلك بعض السيارات الكهربائية تبريدًا وتسخينًا لبطارياتها.

## المنهجيات المتبعة

### المصارف الحرارية
تستخدم المصارف الحرارية بشكل واسع في الإلكترونيات وقد أصبحت جزءًا أساسيًّا في الإلكترونيات الصغرية الحديثة. تتكون بشكلها الشائع من جسم معدني يلامس سطحًا ساخنًا لعنصر إلكتروني، وتتوسط بينهما -في معظم الحالات- طبقة رقيقة من معجونة حرارية. تُعد المعالجات الصغرية وأنصاف النواقل المتحكمة بالقدرة أمثلة على إلكترونيات تحتاج مصرفًا حراريًّا لتخفيض درجة حرارتها عبر زيادة الكتلة الحرارية والتصريف الحراري (بالتوصيل بشكل أساسي وبالحمل وأيضًا بالإشعاع بدرجة أقل). أصبحت المصارف الحرارية ضرورية تقريبًا لكل الدارات التكاملية الحديثة كالمعالجات الصغرية ومعالجات الإشارة الرقمية وكروت الشاشة وأكثر.
يتكون المصرف الحراري عادةً من بنية معدنية ذات سطح مسطح أو أكثر لضمان التلامس الحراري الجيد مع العناصر التي يجب تبريدها، ومصفوفة من نتوءات تشبه المشط أو الريَش لزيادة سطح التلامس مع الهواء، وبالتالي زيادة معدل التصريف الحراري.

### الصفيحة الباردة
قد يحسن وضع صفيحة معدنية سميكة ناقلة، تدعى صفيحة باردة، كواجهة تبادل حراري بين مصدر الحرارة ومائع بارد جارٍ (أو أي مصرف حراري آخر) الأداء التبريدي. في هكذا حالة، يبرد مصدر الحرارة تحت الصفيحة السميكة بدل أن يبرد على تلامس مباشر مع سائل التبريد. أظهرت التجارب أن الصفيحة السميكة قد تحسن بشكل كبير من انتقال الحرارة بين مصدر الحرارة وسائل التبريد عن طريق توصيل تيار الحرارة بطريقة مثالية. الميزتان الأكثر لفتًا للانتباه لهذه الطريقة هما عدم الحاجة إلى استطاعة ضخ إضافية ولا إلى سطح انتقال حرارة إضافي، وهذا يختلف تمامًا عن ريش التبريد (زيادة سطح التبادل الحراري).

#### المبدأ
تعمل المصارف الحرارية عن طريق نقل الطاقة الحرارية («الحرارة») بشكل فعال من جسم مرتفع درجة الحرارة إلى جسم ثانٍ ذي درجة حرارة منخفضة بسعة حرارية أكبر بكثير. سرعان ما يوصل هذا الانتقال السريع للطاقة الحرارية الجسمَ الأول إلى حالة توازن حراري مع الجسم الثاني، خافضًا درجة حرارة الجسم الأول، ومتمًّا دور المصرف الحراري كجهاز تبريد. يعتمد العمل الفعال لمصرف حراري على الانتقال السريع للطاقة الحرارية من الجسم الأول إلى المصرف الحراري، ومن المصرف الحراري إلى الجسم الثاني.
أكثر تصميم مصرف حراري شيوعًا هو جهاز معدني ذو ريَش تبريد عديدة. ينتج عن الموصلية الحرارية المرتفعة للمعدن بالإضافة إلى مساحة سطحه الكبيرة انتقالٌ سريع للطاقة الحرارية إلى الهواء المحيط، الأبرد. يبرد هذا المصرف الحراري وأي شيء على تلامس حراري مباشر معه. يضمن استعمال الموائع (كوسائط التبريد في عملية التبريد) والمعجونة الحرارية (في تبريد الأجهزة الإلكترونية) انتقالًا جيدًا للطاقة الحرارية إلى المصرف الحراري. وبشكل مشابه، يمكن أن تحسن مروحةٌ انتقال الطاقة الحرارية من المصرف الحراري إلى الهواء.